# Ahmed Jászín Gani
Ahmed Jászín Gani, nemzetközi változatban Ahmed Yasin Ghani (arabul: احمد ياسين غني; Bagdad, 1991. április 22. –) iraki-svéd labdarúgó, a svéd Örebro SK középpályása. 2012. október 15-én az IFFHS egyetlen irakiként választotta be a legnépszerűbb ázsiai labdarúgók közé.

## Pályafutása

### A válogatottban
2012. június 24-én mutatkozott be az iraki válogatottban, amikor 1–0-ra győztek Libanon ellen a 2012-es Arab Nemzetek Kupájában. Ezen a tornán válogatott tagjaként a bronzérmet szerzett.
2015-ben behívták a 2015-ös Ázsia-kupa iraki keretébe, ahol hat mérkőzésen lépett pályára: Jordánia ellen (1–0), Japán (0–1), Palesztina (2–0), majd az Irán elleni negyeddöntőben (3–3; majd 7–6 a tizenegyesek után), az elődöntőben Dél-Korea ellen (0–2) és végül az Egyesült Arab Emírségek ellen (2–3).

## Statisztika

### A válogatottban
| Irak     | Irak | Irak  | Irak |
| Év       | Mérk | Gólok |      |
| -------- | ---- | ----- | ---- |
| 2012     | 14   | 1     |      |
| 2013     | 7    | 0     |      |
| 2014     | 8    | 0     |      |
| 2015     | 11   | 3     |      |
| 2016     | 5    | 0     |      |
| 2017     | 7    | 1     |      |
| 2018     | 3    | 1     |      |
| 2019     | 5    | 0     |      |
| 2024     | 2    | 0     |      |
| Összesen | 62   | 6     |      |